# コボッチ

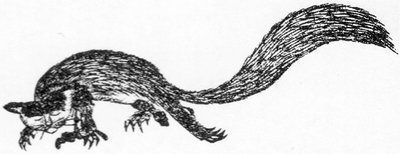
参考 : 三好想山『想山著聞奇集』より「管狐 」

コボッチは、静岡県の遠江地方、磐田郡に伝わる妖怪。

## 概要
遠江地方では子供のような姿の山中の妖怪といい、河童が年を経た水中の妖怪ともいう。
磐田郡ではクダギツネとも呼ばれ、谷間やグミの林に棲むイタチに似た妖怪とされる。こちらは近くを通る人間をたぶらかすほか、人に憑くこともある。病人に憑依すると、憑かれた者は千里眼で見通したかのように、見えないはずのことを語り始めるという。
名称は「小法師（こぼうし）」が訛ったものという説がある。